# Paweł Teclaf
Paweł Adam Teclaf (ur. 18 czerwca 2003 w Kartuzach) – polski szachista, arcymistrz od 2023 roku. Mistrz Polski w szachach w 2025 roku. Podwójny brązowy medalista Indywidualnych Mistrzostw Świata juniorów w szachach.

## Kariera szachowa
Pierwszy sukces odniósł w 2010 r., zdobywając w Sielpii Wielkiej srebrny medal mistrzostw Polski przedszkolaków do lat 7. W kolejnych latach zdobył pięć medali mistrzostw Polski juniorów: cztery złote (Sielpia Wielka 2011 – MP do 8 lat, Szczyrk 2013 – MP do 10 lat, Spała 2014 – MP do 12 lat, Suwałki 2015 – MP do 12 lat) oraz srebrny (Poronin 2012 – MP do 10 lat).
Dwukrotnie zdobył brązowy medal na Mistrzostwach Świata juniorów: w 2013 do lat 10 (zawody rozegrane w Al-Ajn) oraz w 2017 do lat 14 (zawody rozegrane w Montevideo).
Paweł Teclaf jest siedmiokrotnym Mistrzem Polski juniorów w szachach klasycznych (2011 – do lat 8; 2013 – do lat 10; 2014, 2015 – do lat 12; 2016, 2017 – do lat 14; 2021 – do lat 18) oraz sześciokrotnym Mistrzem Polski juniorów w szachach błyskawicznych (2011 – do lat 8; 2013 – do lat 10; 2015 – do lat 12; 2018 – do lat 16; 2019 – do lat 16; 2020 – do lat 18).
W sierpniu 2021 zdobył swoją pierwszą normę arcymistrzowską na turnieju 57th Akiba Rubinstein Chess Festival rozegranym w Polanicy-Zdroju. W listopadzie 2021 wraz z drużyną Polski zajął trzecie miejsce na 23. Drużynowych Mistrzostwach Europy w szachach klasycznych. 18 czerwca 2023 r. zdobył ostatnią normę arcymistrzowską na turnieju Teplice Open 2023.
Został Mistrzem Polski 14 maja 2025r. będąc niepokonany w turnieju.
Najwyższy ranking w karierze 2586 – osiągnął w sierpniu 2023. Był wtedy 7. na liście najlepszych polskich szachistów i 237. na świecie.